# Kaaos
I Kaaos sono stati una delle più importanti band hardcore punk finlandesi, formatasi nel marzo 1980 a Tampere.

## Carriera
La band inizia ad essere effettivamente attiva solo nel 1981, quando la formazione si stabilizza e il gruppo pubblica un EP split con i Cadgers. Nel 1982 la band pubblicò il suo primo EP, Totaalinen Kaaos su Propaganda Records, seguito due anni più tardi dal primo album studio, Ristiinnaulittu Kaaos pubblicato su Barabbas Records. Tuttavia nel 1985, dopo alcuni altre pubblicazioni e un tour in Europa e Finlandia, il gruppo si sciolse.
Dopo lo scioglimento del gruppo sono usciti postumi alcuni EP, tra cui Puolittain E.P e Nukke EP.
L'ex cantante e unico componente fisso Jakke è morto il 29 novembre 2007 a 42 anni, apparentemente per problemi legati all'alcol.

## Componenti
- Jakke - voce (1980 - 1985)
- Kake (in Puolittain E.P.)
- Nappi (nessuna pubblicazione con la band, poi nei Riistetyt)
- Pena (in Puolittain E.P e Kytät On Natsisikoja E.P. / Kaaosta Tää Maa Kaipaa E.P.)
- Pexte (in Split EP)
- Purtsi (in Split EP)
- Timppa (in Puolittain E.P. e Kytät On Natsisikoja E.P. / Kaaosta Tää Maa Kaipaa E.P.)

## Discografia

### Album in studio
- 1984 - Ristiinnaulittu Kaaos (Barabbas Records)
- 1994 - Total Chaos (Lost and Found Records)

### EP
- 1982 - Totaalinen Kaaos (Propaganda Records)
- 1989 - Puolittain E.P. (P. Tuotanto Records)
- 1993 - Nukke EP (Fight Records)
- 2001 - Ismit (Fight Records)

### Split
- 2000 - Kaaos/Svart Aggression, split EP (Fight Records)
- 2003 - Totaalinen Kaaos/Isoveli Valvoo (Propaganda)
- 2006 - Kytät On Natsisikoja E.P. / Kaaosta Tää Maa Kaipaa E.P. (Assel Records)

Apparizioni in compilation
- 1982 - Systeemi ei toimi
- 1982 - Papi, Queens, Reichkanzlers & Presidenti
- 1982 - Propaganda LP - Russia Bombs Finland
- 1983 - Kaaos-fanzine kokoelmakasetti 2 (cassetta)
- 1983 - Finnish Spunk /Hardbeat
- 1984 - Yalta Hi-Life
- 1990 - Rare 2 EP
- 1994 - Promotion only kokoelma
- 1995 - 72 Golden Hits kokoelma
- 1996 - Destroy Power
- 1996 - The Tribute to Kaaos - The Chaos Continues 2x7
- 2000 - Lepakon hautajaiset Live 12.-13.11.1999
- 2000 - Rajoitettu Ydinsota - Tribute to Rattus
- 2001 - Perkeleen punkit
- 2001 - A Monumental Destruicao Da Vida...
- 2002 - Tampere/Portland EP
- 2002 - Perkeleen Punkit vol. 2